# Lista över stadsarkitekter i Eskilstuna
Historik över stadsarkitekter i Eskilstuna. 
| Namn              | Stadsarkitekt             |
| ----------------- | ------------------------- |
| Gerdt Hallberg    | 1898 - 1917               |
| Emil Befwe        | 1902 - 1925/26            |
| Frej Klemming     | 1927 - 1938               |
| Arne Ljung        | 1940 - 1951               |
| Sven Liljekvist   | 1951 - 1976               |
| Hasse Skoglund    | 1976 - 1987               |
| Ole Mindedal      | 1987 - 1988               |
| Vakant            | 1990 - 1990               |
| Christina Lantz   | 1991 - 1998               |
| Kerstin Palmqvist | 1999 - 1999               |
| Mats Ohlin        | 2011 - 2012               |
| Per Haupt         | september 2014 - maj 2017 |

## Källhänvisningar
1. ↑  Stadsplanering, Eskilstuna kommun
2. ↑  Besviken stadsarkitekt säger upp sig Arkiverad 4 mars 2017 hämtat från the Wayback Machine., Eskilstuna-Kuriren, 4 mars 2017